# 개다시마
개다시마 (Kjellmaniella crassifolia)는 갈조식물 다시마목 다시마과의 해조이다.

## 특징
개다시마는 길이 1m에서 2m, 나비 20cm에서 30cm이다. 점심대 깊은 곳에서 자라며 뿌리는 섬유 모양이고 밑동에서 돌려나며 줄기는 넓고 긴 대잎 모양의 엽상부로 되어있으며 억세고 점질이 강하다. 개다시마의 아랫 부분은 원기둥 모양이며 위쪽으로 갈수록 타원 모양이 되어 길이 4에서 6cm, 지름 10mm에서 12mm이다. 개다시마는 일반 다시마 보다는 맛이 떨어지나 점성이 강하고 성인병 예방에 도움을 주는 후코이단과 같은 물질을 함유하고 있어 유용자원으로 개발 가치가 높은 종이라고 말한다.

## 분포지역
개다시마는 한국, 일본, 사할린섬, 쿠릴열도에서 자란다.

## 멸종 위기
개다시마는 해양환경 변화 탓에 개체수가 급감한다고 2010년 보도 된 바 있으며, 대한민국 연안에서 멸종 될 위기에 놓인 것으로 밝혀졌다고 한다. 국립생물자원관에 따르면 개다시마는 1990년대 강릉 이북 해역 수심 20에서 25m 지점에서 군락을 이뤘으나 개체수가 크게 감소해 2010년 들어 거의 찾아볼 수 없다고 한다.

## 같이 보기
- 다시마
- 다시마속
- 애기다시마